# جفری وین‌رایت
جفری وین‌رایت (انگلیسی: Geoffrey Wainwright; ۱۹ سپتامبر ۱۹۳۷ – ۶ مارس ۲۰۱۷) انسان‌شناس، و باستان‌شناس اهل بریتانیا متخصص در پیشاتاریخ بود. او از ۱۹۸۹ تا ۱۹۹۹ باستان‌شناس ارشد در مؤسسهٔ میراث انگلستان بود و در چند دانشگاه درس می‌داد.
وی همچنین برندهٔ جوایزی همچون نشان امپراتوری بریتانیا شده‌است.